# Ivanivka, Kirovohrad
Ivanivka (în ucraineană Іванівка) este localitatea de reședință a comunei Ivanivka din raionul Kirovohrad, regiunea Kirovohrad, Ucraina.

## Demografie
Componența lingvistică a localității Ivanivka
     Ucraineană (96,46%)
     Rusă (3,28%)
Conform recensământului din 2001, majoritatea populației localității Ivanivka era vorbitoare de ucraineană (96,46%), existând în minoritate și vorbitori de rusă (3,28%).